# Astragalus decemjugus
Astragalus decemjugus är en ärtväxtart som beskrevs av Aleksandr Andrejevitj Bunge. Astragalus decemjugus ingår i släktet vedlar, och familjen ärtväxter. Inga underarter finns listade i Catalogue of Life.